# 向精神薬
向精神薬（こうせいしんやく、英: Psychoactive drug, Psychotropic）とは、中枢神経系に作用し、生物の精神活動に何らかの影響を与える薬物の総称である。
主として精神医学や精神薬理学の分野で、脳に対する作用の研究が行われている薬物であり、また精神科で用いられる精神科の薬、また薬物乱用と使用による害に懸念のあるタバコやアルコール、また法律上の定義である麻薬のような娯楽的な薬物が含まれる。
- 精神刺激薬 - コカイン、ニコチン、カフェイン、アンフェタミンやメタンフェタミンやメチルフェニデート、MDMA。
- 抑制剤 - アルコール、ベンゾジアゼピン系、ヘロインやアヘンやモルヒネといったオピオイド系の薬物や大麻。
- 幻覚剤 - LSD、シロシビン、メスカリン、DMT、ケタミン。

## 種類
精神刺激薬(Stimulant)は、中枢神経系を活性化させる薬物の総称で、コカイン、ニコチン、カフェイン、アンフェタミンやメタンフェタミンやMDMA、メチルフェニデートが含まれる。心拍や呼吸を増加する。慢性的な使用により統合失調症様の精神刺激薬精神病を呈する。
抑制剤(Depressant)は、その反対に中枢神経系を抑制する作用を持つ。アルコール、有機溶剤、ベンゾジアゼピン系薬、ヘロインやアヘンやモルヒネといったオピオイド系の薬物や大麻が含まれる。抗不安作用や鎮痛作用がある。過量服薬すると呼吸中枢を抑制して死亡するものも多い。
幻覚剤(Hallucinogen)は、幻覚作用を持つ薬物で、典型的にはLSDのような薬物である。しかしながら、大麻やMDMAは幻覚特性を持つためここにも分類される。これらの薬物では不快な離脱症状を避けるための使用が認められず、そうしたことを理由に医療を求めるのはまれである。

### 法律上の定義
狭義の「日本の法律上の向精神薬」は、麻薬及び向精神薬取締法で個別に指定された薬物を指す。薬物乱用の懸念があるメチルフェニデートのようなや精神刺激薬、ベンゾジアゼピン系やバルビツール酸系の抗不安薬・睡眠薬・麻酔薬・抗てんかん薬の一部が、日本の同法における第一種向精神薬から第三種向精神薬に指定されている。これは国際条約である向精神薬に関する条約の付表IIからIVに相当する。
この条約で指定された薬物は、1条(e)の規定によりすべて「国際条約上の向精神薬」であり、付表IからIVまでの分類が存在する。批准各国は薬物を管理するための同様の法律を有するものの、条約において付表Iに分類されているLSDなどを、日本の法律上は麻薬に分類している点が、国際法と日本法で異なる。そして、第32条4項が、含有する植物の自生国における伝統的な宗教儀式への使用は規制から除外する。

## 歴史
古来から、精神に何らかの作用を及ぼす植物が用いられてきた。
19世紀フランスの精神科医ジャック-ジョセフ・モロー・ド・トゥールの『ハシーシュと精神病』(1845年)は向精神薬を科学的に扱った最初の研究とされる。

### 1950年代半ばまで
20世紀初頭には、そのころ登場したバルビツール酸やモルヒネといった薬物が用いられた。1943年にLSDが合成され医薬品として販売されるに至ると、この薬物による研究も盛んになった。

### 近代の精神薬理学の幕開け
ジョン・ケイドによるリチウムの抗躁作用の発見あるいはクロルプロマジンの合成と治療効果の発見をもって、近代における精神薬理学の幕開けとされる。
1949年にジョン・ケイドがリチウムの抗躁作用を見出す。1952年には、フランスの精神科医ジャン・ドレー (Jean Delay) とピエール・ドニカー (Pierre Denike) がクロルプロマジンの統合失調症に対する治療効果を初めて正しく評価し、精神病に対する薬物療法の時代が幕を開けた。
1957年には、ベルギーの薬理学者パウル・ヤンセン (Paul Janssen) がクロルプロマジンより優れているとされる抗精神病薬ハロペリドールを開発する。1957年に、スイスの精神科医ローラント・クーンによってイミプラミンが、精神賦活作用を有することが見いだされ、うつ病の薬物療法への道が開かれた。
1960年ごろまでに、初のベンゾジアゼピン系の抗不安薬であるクロルジアゼポキシドと、その類似の化学構造を持つジアゼパムが販売されるようになる。

#### 国際条約と薬物の管理
1971年には、国際条約である向精神薬に関する条約が、LSDや、覚醒剤やバルビツール酸系/ベンゾジアゼピン系といった乱用の危険性のある向精神薬について公布される。

#### 新世代の精神科治療薬とデザイナードラッグの台頭
1984年には、新しい世代の抗精神病薬である非定型抗精神病薬のリスペリドンが開発される。また、抗うつ薬でも、新世代のSSRI抗うつ薬が販売される。このころまでには、ベンゾジアゼピン系の薬物の依存症や副作用が問題となり、1996年にも、世界保健機関も30日までをめどに処方すべきとする報告を行った。非ベンゾジアゼピン系の薬剤が販売されるに至る。
また1980年代より、既存の薬物の化学構造を修正したデザイナードラッグが合成されるようになり、その流通が問題視されるようになる。
2007年には、日本において、リタリンの不適切処方問題が表面化。うつ病がリタリンの適応症から外される。翌年に流通規制制度を設ける。

### 製薬開発の停滞と規制管理の失敗

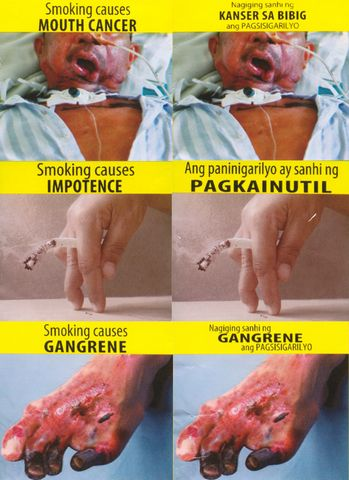
フィリピンにおけるたばこ製品の包装。たばこの規制に関する世界保健機関枠組条約の第11条は、誤った印象を与える用語を用いないために「ライト」といった用語の取り扱いを含めることができ、その包装において大きく明瞭で判読可能な警告を付し、面積の50%以上を占めるべきで30%を下回ることなく、また写真や絵を使うことができるとしている。フランスでも写真を用いた同様の包装である。日本は禁煙政策において最低水準であり、財務省が日本たばこ産業の株式の1/3を保有したばこ族議員が規制に異を唱えている。

2005年にたばこの規制に関する世界保健機関枠組条約が発効し、2010年にはアルコールの有害な使用を低減するための世界戦略が採択された。世界保健機関・元事務局長のグロ・ハーレム・ブルントラントは「たばこは最大の殺人者である」と述べ、年間600万人の死亡につながり最大の予防できる死因とされてきたし、同様にアルコールも年間250万人の死亡につながっている。
アメリカ合衆国では、各製薬会社による精神科治療薬を含めた適応外使用を勧める違法なマーケティングは、数億ドル以上の史上最高額の罰金を更新し続けている。新世代の精神科の治療薬は、基本的にお互いを模倣した薬剤が多くあり、メディアにおいて「模倣薬」(me too drug)と称される。似たような10種類の新しい非定型抗精神病薬と、似たような6種類のSSRI抗うつ薬が販売されており、さらにこれらの薬剤は精神障害に対し十分な反応を示しておらず、耐えがたい副作用があるため、これまでとは違った薬剤の研究が必要となっている。2009年ころより、大手製薬会社は精神障害の治療薬の開発から撤退し始めた。2011年の欧州神経精神薬理学会 (ECNP, European College of Neuropsychopharmacology) の会談で、会長のデビッド・ナットはこの状況に対し「精神薬理学の暗黒の日々である」と述べ、『ネイチャー』はその取材記事に「精神薬理学の危機」という題名をつけた。新しい薬はない。アメリカ国立精神衛生研究所 (NIMH) 所長のトーマス・インセルも同様の状況に触れている。
日本では、2010年に厚労相が「うつ病などに対する薬漬け医療」について、自殺・うつ病対策プロジェクトチームにて大量処方、過量服薬の防止について検討していることに言及した。
過剰摂取による死亡は、英米で交通死亡者数を上回り、国際的な懸念となっている。アメリカでは、2010年には38,329人の薬物過剰摂取による死亡があり、その過半数は一般医薬品や違法薬物ではなく処方箋医薬品であり、全体の74.3%が意図しない死亡である。
2011年6月、薬物政策国際委員会は、薬物戦争に関する批判的な報告書を公表し、「世界規模の薬物との戦争は、世界中の人々と社会に対して悲惨な結果をもたらし失敗に終わった。国連麻薬に関する単一条約が始動し、数年後にはニクソン大統領がアメリカ合衆国連邦政府による薬物との戦争を開始したが、50年が経ち、国家および国際的な薬物規制政策における抜本的な改革が早急に必要である」と宣言した。このコフィー・アナン国連前事務局長ら参加する委員会は、各国に大麻の合法化や、薬物依存症者に対しては罰するより効果的である医療の提供などこれまでの薬物政策の見直しを求めた。
2013年の薬物乱用防止デーにおいて国連は、司法だけでなく人権や公衆衛生、また科学に基づいた予防と治療の手段が必要であり、2014年にも高度な見直しを開始することに言及しており、加盟国にもあらゆる方法を考慮した、幅広い開かれた議論を行うことを強く推奨している。
デザイナードラッグと呼ばれる新規向精神薬が問題になっているが、売買したり使用する人々を投獄するための証拠を欠いており、堅牢な証拠もなく規制しそして処罰を課すことによって、何が脅威であるかの説明を欠いたままの処罰となってしまう。イギリスではたった1件しか報告されていない死亡例をメディアで大々的に報道し、薬理学的に確かな知識もなく規制したことにより、使用者はさらに危険性の高い薬物の使用に舞い戻った。化学構造の類似性に基づいて規制することは不可能であり、合成THCのような新しい治療薬の開発を妨げる。
精神科の薬は、高額な治験第III相試験は失敗が多くなり製薬産業はハイリスクだとみなすようになり、2009年には267だった中枢神経系領域での試験数は2014年には129であり、その多くは神経学の領域であり精神医学ではない。国際神経精神薬理学会(CINP)は、薬の多くは根本的治療には程遠く、副作用に問題があり、薬の作用する新たな標的を探す必要があることから、EU、北米、日本、その他の国々の政府に対して革新的な創薬ができるよう提案した。専門家は強い禁止が研究を壊滅的にしてしまうことを警告している。
そのような中で、国際神経精神薬理学会でもケタミンの抗うつ作用が議題に上がり、MDMAを使った心理療法をFDAが画期的治療法に指定するなど、ブレイクスルーとなっているのは、これまで医療用途がないとして顧みられなかった幻覚剤や医療大麻の領域である。サイケデリック・ルネッサンスと呼ばれている。イギリスの小規模研究はシロシビン（マジックマッシュルームの成分）が、従来の治療に反応のないうつ病の人の約半分を、数週間にわたりうつ病ではない状態にした。
2018年11月には国連システム事務局調整委員会は、国連システムとしての薬物問題への対処法を確認し声明を出したが、人権に基づくこと、偏見や差別を減らし科学的証拠に基づく防止策や治療・回復を促すこと、薬物使用者の社会参加を促すことといった考えが含まれている。2019年6月には、国際麻薬統制委員会 (INCB) も声明を出し、薬物乱用者による個人的な使用のための少量の薬物所持のような軽微な違反に対して懲罰を行うことを薬物を規制する条約は義務付けておらず、そのような場合には有罪や処罰ではなく治療や社会への再統合という代替策があるとした。

## 用途

### 鎮痛薬
鎮痛薬(analgesic)は、中枢神経系に対して抑制的に作用する薬物である。乱用の危険性がある。モルヒネやコデインのようなオピオイド系の薬物がある。また、大麻の主な有効成分とされるテトラヒドロカンナビノール（THC）にも鎮痛作用がある。

### 精神科の薬
向精神薬には、精神障害の治療のために処方される処方箋医薬品の群が存在する。その一部が日本の麻薬及び向精神薬取締法における向精神薬に指定されている。

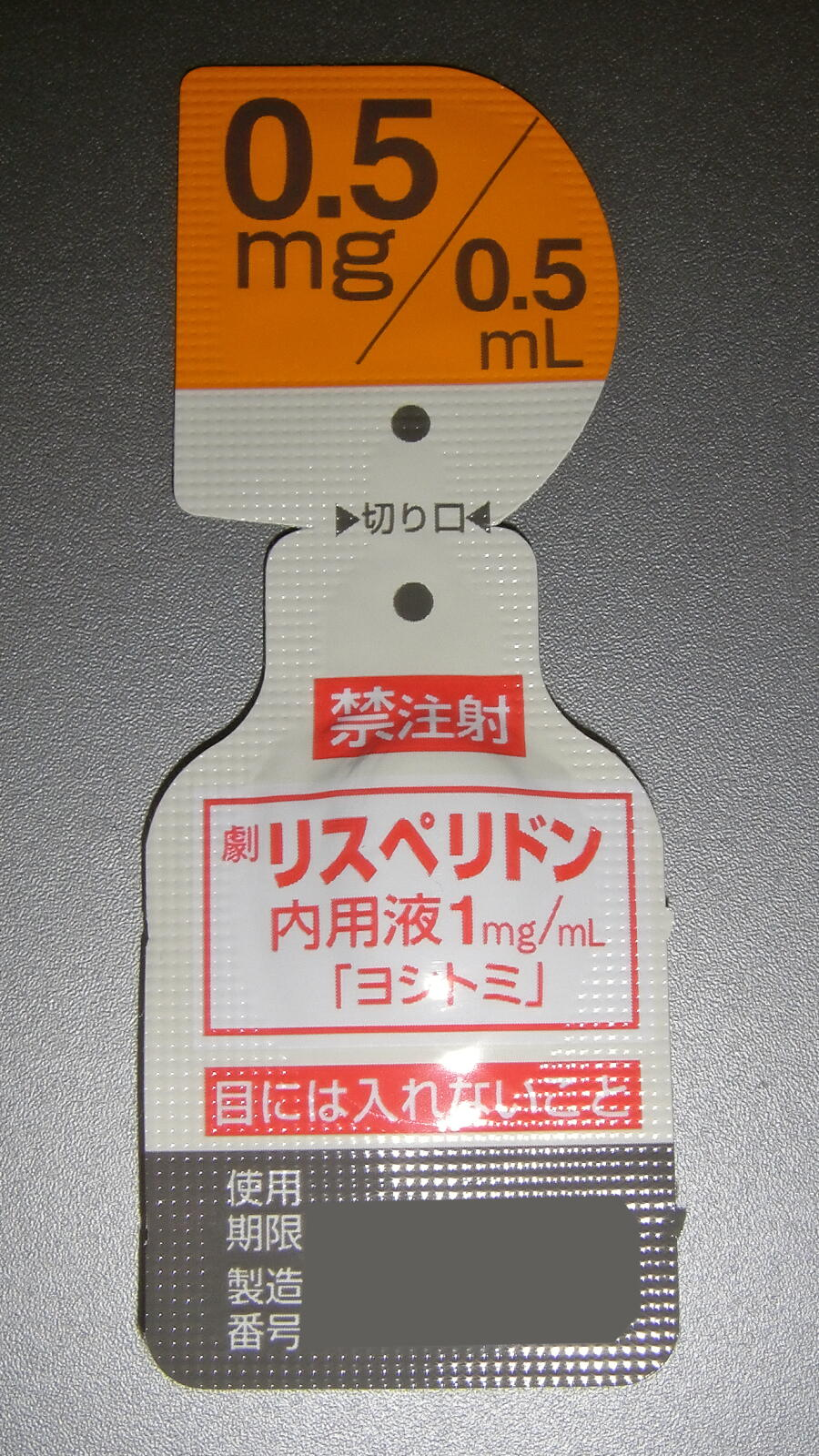
抗精神病薬の代表「リスペリドン」

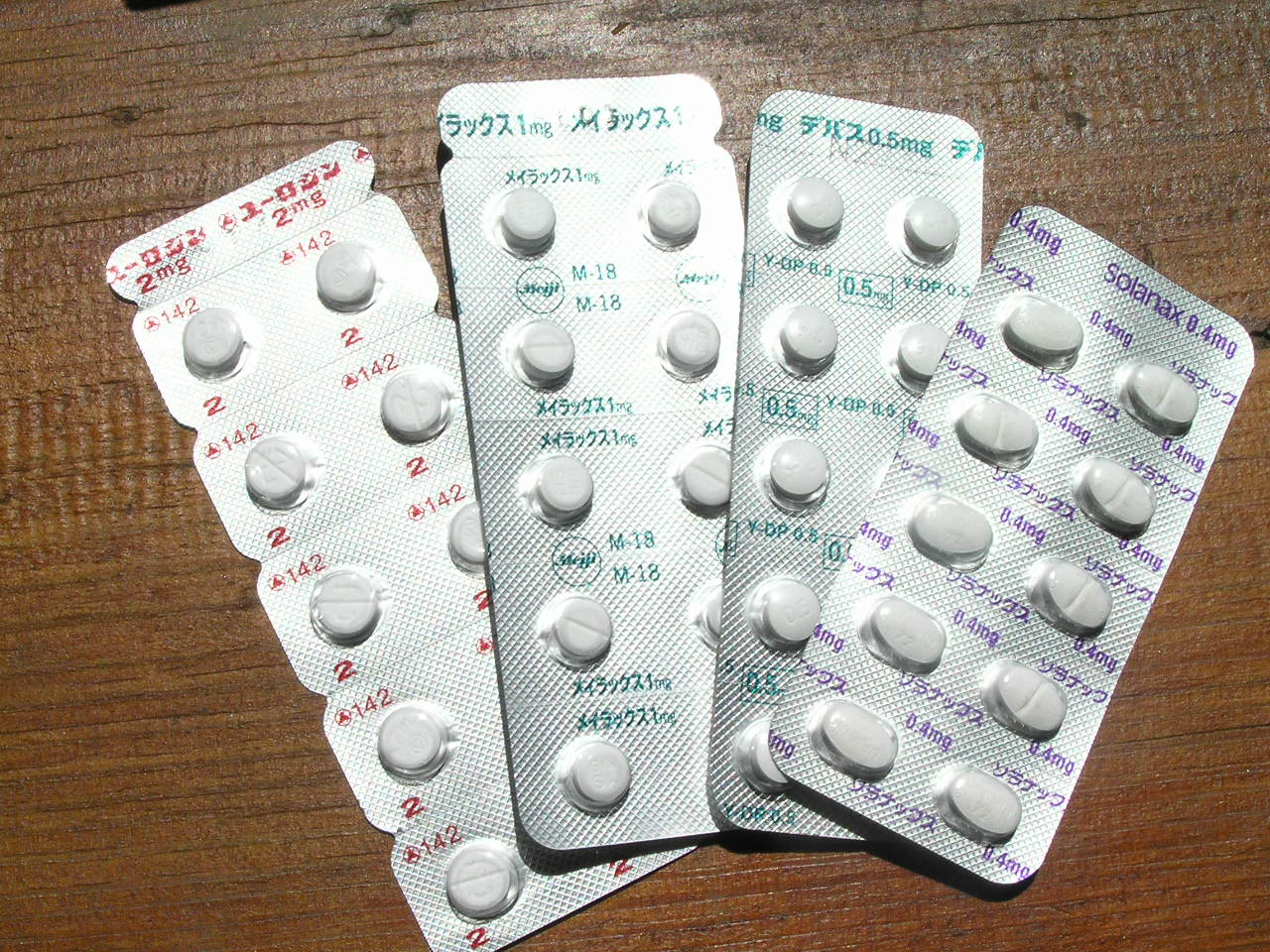
ベンゾジアゼピン系抗不安薬（左ユーロジン、メイラックス、デパス、ソラナックス）

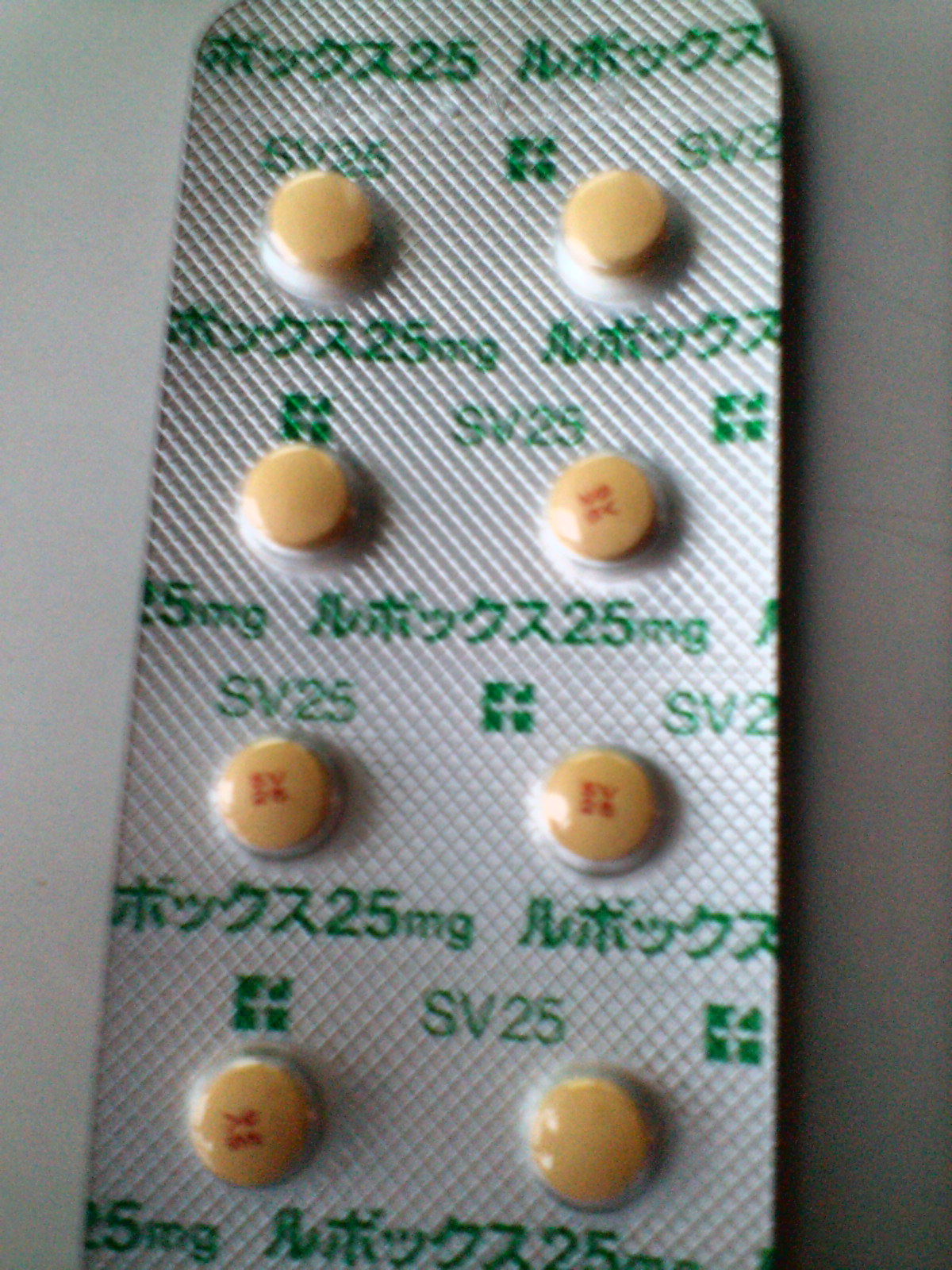
抗うつ薬の代表「ルボックス」

抗精神病薬 (Antipsychotic)
主に統合失調症の症状の対症療法での治療薬を指し完治させるものではない。統合失調症に有効な抗精神病薬は、全てがドーパミンD2受容体ファミリーに親和性を示し、ドーパミンのはたらきを抑制、あるいはコントロールする。
このうち非定型抗精神病薬は双極性障害、うつ病の治療にも用いられる。
気分安定薬 (Mood stabilizer)
双極性障害における躁病とうつ病の波を安定化させるとされる治療薬である。
精神刺激薬 (Stimulant)
メチルフェニデートやアンフェタミンのように、突然強い眠気を催すナルコレプシーや注意欠陥・多動性障害 (ADHD) の治療薬として処方される。メチルフェニデートやアンフェタミンは、ドーパミンの受容体に結合する。
抗うつ薬 (Antidepressant)
主にうつ病の治療薬として処方されるほか、抗不安薬の問題提起がされてからは不安障害の治療薬としても用いられるようになった。
このうち三環系抗うつ薬並びに四環系抗うつ薬は重い副作用が出る危険性があるものの重症例には有効とされ現在も処方されている。
現在は比較的副作用が少ないとされるSSRIやSNRIを第一選択としている。しかしこれらの抗うつ薬の安全性についてもSSRI離脱症候群などの議論がある。
抗不安薬 (Anxiolytic)
不安や緊張を鎮める作用があるベンゾジアゼピン系が多い。
不安障害の治療薬としてのベンゾジアゼピンはベンゾジアゼピン離脱症候群が問題視されてから抗うつ薬に置き換えられ、短期的な使用に限られるようになった。
睡眠薬 (Hypnotic)
不眠症に対し、睡眠を誘導する治療薬として用いられる。
バルビツール酸系など、強い催眠作用のある薬物で、従来、睡眠薬として用いられた。
ベンゾジアゼピンへと、バルビツール酸系よりも危険性が低いとして置き換えられた。
非ベンゾジアゼピン系へと、ベンゾジアゼピンよりも危険性が低いとして置き換えられた。しかし、非ベンゾジアゼピン系の安全性についても議論がある。
抗ヒスタミン薬は、薬局で購入できる医薬品として認可されている。しかしまた、安全性について議論がある。
オレキシン受容体拮抗薬は、睡眠を促すのではなく、覚醒状態を抑制するため、GABAに影響を及ぼし習慣性と依存性があり短期的な使用が推奨されるベンゾジアゼピン系や非ベンゾジアゼピン系とは異なった副作用により、長期的に使用できるとされている。

### 議論
1996年、アメリカ国立精神衛生研究所のスティーブン・ハイマン所長とイェール大学のエリック・ネスラー博士は「向精神薬の長期投与は、ほとんど全ての自然刺激の耐久力や回復力の限界を確実に越えるようで、神経伝達物質の機能に混乱を引き起こします」と述べている。
1998年、ミシガン大学のエリオット・ヴァレンスタイン博士は「生きている人間の脳の化学的な状態を評価するための検査法は、存在しないのが現実だ」と述べている。精神科医などは、向精神薬は「脳内化学物質の不均衡」を正すと説明するが、科学的な根拠があるわけではない。また、専門家の間では、「脳内化学物質の不均衡」説は辻褄が合わないことが古くから知られており、向精神薬の処方には合理的な理由がないのが実情である。
2002年、アメリカ精神医学会企業献金委員会のステファン・ゴールドフィンガー(Stephen Goldfinger)委員長は、製薬会社による精神科医の囲い込みについて、「製薬会社は道徳観念のない一団です。彼らは慈善団体ではありませんから、操り糸も付けずに大金を寄付するなど到底あり得ません」と述べている。
2003年、アメリカ精神医学会のスティーブン・シャーフスタイン副会長は、精神保健システムが細分化される理由について、「生き残るために、私たち（精神科医）は金のあるところに行かねばなりません」と証言している。日本では医師法第17条によって診療を行う者が医師に限定されているが、アメリカ合衆国では医師ではないサイコロジストにも法的に診療が認められている。精神医学を使う薬物療法中心の精神科医と臨床心理学を使う心理療法中心のサイコロジストに分かれており、商売上の競合がある。また、精神科医は心理療法のトレーニングをほとんど受けていない。精神科医にとって細分化とは、DSMで精神障害の種類を増やし、様々なサービスを生み出し、薬物療法を推進することを意味している。
2004年、カーディフ大学のDavid Healy博士は「今日にいたるまで、うつ病でのセロトニン異常が証明されたことは一度もない」と述べている。また、健康な人にSSRIを投与すると焦燥、不安、自殺傾向などを示すことがある。この事実は、1980年代に製薬会社の研究によって証明されている。健康なボランティアに対して行われた「ゾロフト」の試験では、かなり重症化し、第1週のうちに全員脱落している。SSRIを服用する人の大部分は、内因性のうつ症状を持つ人よりむしろ、健康なボランティアにずっと近い人々である。
『The New England Journal of Medicine』の前編集長であり、ハーバード大学医学大学院で上級講師を務める内科医のマーシャ・エンジェルは「昔々、製薬会社は病気を治療する薬を売り込んでいました。今日では、しばしば正反対です。彼らは薬に合わせた病気を売り込みます」と述べている。一例として、月経前不快気分障害は、「プロザック」の名称を「サラフェム」と変更しただけの薬を月経前症候群用に販売し、生まれた診断名である。
2005年、メディアに追及されたアメリカ精神医学会のスティーブン・シャーフスタイン会長は、『People』誌で、「脳内化学物質の不均衡」の証明について、「明確な検査法は存在しません」と認めている。脳スキャン技術による診断の目処も立っていない。
有害な精神科治療を調査したボストン・グローブ紙の連載で、1998年、ピューリッツァー賞の最終候補に残ったこともある医療ジャーナリストのロバート・ウィタカーによれば、研究文献を調べると、抗精神病薬、抗うつ薬、抗不安薬、ADHD治療に使われる「リタリン」のような精神刺激薬の全てに共通のパターンが見られる。短期間、たとえば、6週間であれば、対象症状について、偽薬よりわずかに上回る効果を得られる可能性があるが、長期間になると、全ての対象症状で偽薬を投与された患者より悪化し、慢性化、重症化している。また、かなり著しい割合で、新たな精神症状やより重い精神症状が薬物自体によって引き起こされている 。
2006年、DSM-IVの作成に関与した精神医学の専門家の56%（170人中95人）に、向精神薬を販売する製薬会社と金銭的なつながりがあったことが判明した。感情障害と精神病性障害(psychotic disorders)の作業グループでは100%であった。マサチューセッツ大学の臨床心理学者であるリサ・コスグローヴ博士は「精神医学の分野における金銭的なつながりがどれ程ひどいのか、私は大衆が気づいているとは思いません」と述べている。
アラスカ州最高裁判所は抗精神病薬に関する訴訟の判決文で、「向精神薬は患者の心身に重大で永続的な悪影響を及ぼすことがある」「数々の破壊的な副作用を引き起こす可能性があることが知られている」と説明している。
2008年、ニューヨーク州立大学のトーマス・サズ博士は「自然科学事業の健全性は、私たちが『科学的』と呼ぶ活動に従事する各人が、真実を探求して真実を語る、また、誤った説明と虚偽の『事実』を暴いて排除するという科学的共同体の約束で成り立っています。対照的に、宗教の安定性、精神医学の偽装信仰、いわゆる行動科学は、議論の余地のない教義としきたりに対する担い手の忠誠、それに基づいた集団の繁栄に害を及ぼすような真実を語ることへの拒絶から成り立っています」「プロフェッショナルの信頼性を保つために、精神医学の歴史家、精神科医のような者は、癌が実在するのと同じ感覚で、心の病は実在すると信じるか、信じているふりをしなければなりません。その結果、彼らは鼻の先にある現実を見る危険を冒すことができません」と述べている。
2009年、偽薬効果を研究するハル大学のアービング・カーシュ博士は「支持できる証拠が乏しいどころか、化学物質不均衡説は間違いでしかないと膨大なデータが語っている」と述べている。抗うつ薬には不活性プラセボ（副作用のない偽薬）を若干上回る程度の効果しかなく、両者の差は副作用の有無だと指摘している。副作用が起きると本物だと分かり、被験者の期待が高まるからである。活性プラセボ（副作用のある偽薬）を用いた臨床試験では、抗うつ薬との間に有意な差は見られなかった。また、禁断症状が出る可能性があり、「医師に相談することなく抗うつ薬の服用を中断しないこと」と警告している。急な断薬ではなく、徐々に減薬することが重要である。『Coming Off Antidepressants: Successful Use and Safe Withdrawal』（Joseph Glenmullen、2006年）は抗うつ薬を中止する方法が分かる優れた一冊である。
2010年、抗うつ薬の効果について、医師側から二つの反論がある。一つは、アメリカ食品医薬品局は偽薬より効果があると示す2件の臨床試験を要求しており、効果のない薬を承認するはずがない、という反論である。しかし、2件であり、他の大多数の臨床試験が効果がないと示していても良い。また、要求は統計的有意差であり、臨床的有意差（医薬品と偽薬の効果の差）の大きさは考慮されていない。もう一つは、医師は臨床現場で効果を確認している、という反論である。しかし、医師は偽薬を使うことがほとんどないため、偽薬に1錠4ドルする薬と同程度の効果があるとは考えない。また、専門家は抗うつ薬に効果がないとは言っていない。何も処方しないより偽薬を処方したほうが効果があり、抗うつ薬には偽薬程度の効果がある。問題としているのは抗うつ薬の効果が偽薬効果か否かである。「ゾロフト」を製造するファイザー社のスポークスパーソンは、抗うつ薬が「一般に偽薬と区別できないこと」は「アメリカ食品医薬品局、学界、製薬業界でよく知られている事実です」と述べている。
2012年、DSM-IVのアレン・フランセス編纂委員長は「精神医学における生物学的検査というのは未だにありません」「誤解を招きやすい考えの一つが、精神科の問題はすべて化学的アンバランスによるもので、服薬で病気が治るという考え方です。この考えによって、製薬会社は過去30年にわたって薬を売ることができたわけです」と述べている。精神科の軽度〜中程度の症状には、心理療法が少なくとも薬物療法と同じくらい効果がある。心理療法のほうが持続効果は長く、副作用も少ないが、非常に多くの人が必要のない薬物療法を受けている。
2013年、国立精神・神経医療研究センター薬物依存研究部の松本俊彦室長は「精神科では依存性のある薬を使わざるを得ない場面もあるが、漠然とした投薬や診察なしの投薬は避けるべきだ」と指摘している。睡眠薬や精神安定剤として、多くの診療科で処方されるベンゾジアゼピン系薬剤は依存性の高さが指摘されている。薬物依存症について、精神科医からは「内科などの不適切な処方が問題」との意見が出ていたが、同センターなどの調査によれば、依存症の専門外来を受診した患者の84%は精神科治療によって引き起こされている。

## 乱用
向精神薬は、薬物乱用の危険性があるものが多い。向精神薬に関する条約における薬物乱用とは、精神的依存と身体的依存のどちらか、あるいは両方において薬物が用いられることである。乱用されやすい向精神薬は、この国際条約の管理下にある。
医学的には、アメリカ精神医学会（APA）による『精神障害の診断と統計マニュアル』の第4版（DSM-IV）では、物質乱用（Substance Abuse）の診断分類があり、アルコール、アンフェタミン類、大麻、コカイン、幻覚剤、アヘン類、鎮静剤、睡眠剤、または抗不安薬、他に、その他の物質に分類している。著しい苦痛や機能の障害を引き起こすなど重症であり、そして反復的にそうした結果が起きている場合である。
世界保健機関によれば、有害な使用（Harmful use）の診断名であり、精神や身体の健康に実際に害があるような物質の使用パターンである。世界保健機関によれば、乱用の用語は、いかなる使用も不可であるとも用いられるため、その曖昧さゆえにこの語は依存を生じうるような物資では使われないということである。有害な使用には、社会的に否定的な結果が生じたり、文化的に承認されないといったものは含まない。

## 依存性
| 薬物             | 平均 | 快感 | 精神的依存 | 身体的依存 |
| ---------------- | ---- | ---- | ---------- | ---------- |
| ヘロイン         | 3.00 | 3.0  | 3.0        | 3.0        |
| コカイン         | 2.37 | 3.0  | 2.8        | 1.3        |
| アルコール       | 1.93 | 2.3  | 1.9        | 1.6        |
| たばこ           | 2.21 | 2.3  | 2.6        | 1.8        |
| バルビツール酸   | 2.01 | 2.0  | 2.2        | 1.8        |
| ベンゾジアゼピン | 1.83 | 1.7  | 2.1        | 1.8        |
| アンフェタミン   | 1.67 | 2.0  | 1.9        | 1.1        |
| 大麻             | 1.51 | 1.9  | 1.7        | 0.8        |
| LSD              | 1.23 | 2.2  | 1.1        | 0.3        |
| エクスタシー     | 1.13 | 1.5  | 1.2        | 0.7        |

向精神薬の多くは薬物依存症の危険性があるものが多い。
薬物依存症の可能性は、個々の物質ごとにそれぞれ異なる。摂取量、摂取頻度、物質、投与経路、薬物動態などが、薬物依存形成の要素である。
医学雑誌『ランセット』に示された、20の薬物についての身体的依存、精神的依存、快感の平均尺度が0〜3の範囲で示された。カフェインは研究に含まれていない。
アンフェタミン、コカイン、ある種の抗不安薬のように、短時間作用型の薬物は依存や乱用を発現させる可能性が特に高い。アルコールと、ベンゾジアゼピン系やバルビツール酸系の鎮静催眠薬からの離脱は、発作を起こし致命的となる可能性がある。逆に大麻や、幻覚剤のように不快な離脱症状を回避するための摂取というものが起きない薬物もあり、治療を求めるのはまれであり、幻覚剤ではほとんどが短い乱用及び依存のあと、元の生活様式に復帰する。LSDやシロシビンでは、実質的に誰も依存症にならない。

## 暴力との関連
アルコールは攻撃的な感情が起こることを促し、大麻は減少させる。

## 過剰摂取と致死性

縦軸：依存性：上に行くほど依存性の可能性の高い物質。横軸：右に行くほど活性量と致死量が近い。

薬物によって、過剰摂取した際の危険性は異なる。ヘロインやモルヒネ、アルコール、ベンゾジアゼピン系の薬物やこれらの薬物を併用することは、過剰摂取の危険性を高める。
逆に、大麻やLSDやシロシビンでは図のように安全係数が高く、重症例、死亡報告はほとんどない。
過剰摂取による死亡数の増加は国際的な懸念であり、アメリカでの2010年度の過剰摂取による死亡は、過半数の死亡が処方箋医薬品によるものであり、74.3%が意図しない死亡である。

## 死亡者数
2009年アメリカでは、タバコに起因する443,000人の死亡があり、アルコールでは98,334人であり、他の薬物では37,485人である。2008年に処方薬の過剰摂取による死亡が20,044人、違法薬物の使用に起因する死亡は16,044人である。
タバコでは、がん（41%：毎年約16万）や心血管疾患（33%）が多く、アルコールでは急性の死亡では運転事故（14%：毎年約1万4千）、他殺（8%）、自殺（7%）、転落死（5.6%）、慢性ではアルコール性肝疾患（12%）などで、暴力や事故に関連する急性の死亡も多いことがタバコによる死亡とは大きく異なる。処方薬ではオピオイド、違法薬物ではヘロインによるものが多い。2010年の医薬品の過剰摂取による死亡は、オピオイド系鎮痛薬が16,651人、ベンゾジアゼピン系薬が6,497人、抗うつ薬が3,889人と上位3位を占め、抗てんかん薬や抗パーキンソン病薬が1,717人、抗精神病薬が1,351人である。
イギリス薬物政策委員会（UKDPC）は、毎年の死亡者数は115,000人が喫煙、アルコールが35,000人、違法薬物は2000人であり、アルコールとタバコは違法薬物よりも有害であると結論している。2010年のイギリスにおける薬物に関連する死亡は、合計2597人であり、すべてのベンゾジアゼピン系薬物で307人、鎮痛薬のトラマドールが132人、合法ドラッグによるものが22人などを含んでいる。
日本のタバコによる死亡者数を日本学術会議は毎年11万人以上とし、アルコール関連の3学会によれば、2008年の推計でアルコールに関連して34,988人が死亡している。

## 法律と規制管理
1971年の向精神薬に関する条約が向精神薬の規制の根拠だが、32条4項は、含有植物が自生している国において、伝統的に宗教的な儀式として用いられている場合に条約の影響が保留されるとされている。信仰による除外は、アメリカでのネイティブ・アメリカン・チャーチのペヨーテ・サボテンの使用、ジャマイカでのガンジャ（大麻）の使用がある。
| 国際条約             | 規制物質                       | 規制物質                       | 日本法                         |
| -------------------- | ------------------------------ | ------------------------------ | ------------------------------ |
| 麻薬に関する単一条約 | あへん                         | あへん                         | あへん法                       |
| 麻薬に関する単一条約 | 大麻                           | 大麻                           | 大麻取締法                     |
| 麻薬に関する単一条約 | 麻薬                           | 麻薬                           | 麻薬及び向精神薬取締法         |
| 向精神薬に関する条約 | 向精神薬 付表I                 | （日本法の）麻薬               | 麻薬及び向精神薬取締法         |
| 向精神薬に関する条約 | 向精神薬 付表II                | 第1種向精神薬                  | 麻薬及び向精神薬取締法         |
| 向精神薬に関する条約 | 付表II一部の覚醒剤             | （日本法の）覚せい剤           | 覚醒剤取締法                   |
| 向精神薬に関する条約 | 向精神薬 付表III               | 第2種向精神薬                  | 麻薬及び向精神薬取締法         |
| 向精神薬に関する条約 | 向精神薬 付表IV                | 第3種向精神薬                  | 麻薬及び向精神薬取締法         |
| 対象外               | タバコ、アルコール、カフェイン | タバコ、アルコール、カフェイン | タバコ、アルコール、カフェイン |

### 日本
日本においては以下の通りに法的に管理されている。なお、日本の法律上の便宜により、「麻薬」と「向精神薬」に分類されるが、医学的な分類ではない。（この違いについては、麻薬を参照）
医学的な麻薬 (Narcotics) の定義の他に、法律上の麻薬として麻薬及び向精神薬取締法やあへん法にて定められ、広義の麻薬である大麻は、大麻取締法にて別個に大麻として管理下にある。日本では、幻覚剤も麻薬及び向精神薬取締法にて、法律上の麻薬として定められている（幻覚剤は、北米では麻薬には分類されない）。これらの類似構造を持つデザイナードラッグの一部は、医薬品医療機器等法にて指定薬物に指定され規制されており、さらに類似構造を規制する目的で包括指定が行われている。これら以外の何の法的制約のないものが、脱法ドラッグである。
メチルフェニデートなどの精神刺激薬や、ベンゾジアゼピン系の鎮静催眠剤などは、麻薬及び向精神薬取締法にて、日本の法律上の第一種から第三種までの向精神薬として規制されている。それとは別に、医薬品医療機器等法にて習慣性医薬品が定められ、ベンゾジアゼピン系睡眠薬やオピオイド系の鎮痛薬を中心としている。
例外的に精神刺激薬の一部は、覚醒剤取締法にて、アンフェタミン（フェニルアミノプロパン）、メタンフェタミン（フェニルメチルアミノプロパン）、別表にて8種、また別表にてその原料が規制薬物と定められる。
2014年6月より、薬事法の改正によって、一般薬に含まれる「乱用の恐れのある医薬品の成分」のコデイン、ジヒドロコデイン、ジヒドロコデインセキサノール、メチルエフェドリン、ブロムワレリル尿素、エフェドリン、プソイドエフェドリンが含まれる医薬品を、原則で1人1箱に制限する。

#### 渡航
日本の麻薬及び向精神薬取締法などによって、法律上の麻薬や向精神薬として規制管理下にある薬物は、調剤・検査目的以外での製造や、輸出入はすることができない。例外として、医師の処方箋がある場合や、自己利用目的として1か月分以内の分量である場合は、携帯して出入国ができる。
しかし、渡航先の国の薬物を規制する法律が、日本の法律と異なる場合がある。フルニトラゼパムは、たとえ個人利用目的でもアメリカ合衆国およびカナダへ持ち込むことは禁止されている。所持していると逮捕される可能性もある場合があり注意が必要である。不法所持でないことを証明するために、医師による英語の薬剤携行証明書を携行しているのが望ましい。
向精神薬に関する条約によって国際的に規制されている薬物は、渡航先の法律では厳重な管理下であることがあり得る。

#### 輸入
日本の麻薬及び向精神薬取締法などによって、法律上の麻薬や向精神薬として規制管理下にない薬物は、個人輸入が可能である。その場合、劇薬や処方箋医薬品であれば、1か月分以内の分量に限られ、それ以上であれば医師の処方箋や地方厚生局の薬監証明が必要である。

#### 日本の法律における向精神薬の一覧
医療用に指定された向精神薬は、麻薬及び向精神薬取締法にて、医療上の有益性・乱用の危険性を考慮して以下のように等級分けされ規制されている。（　）は医薬品として市販されている商品名。
- 第一種向精神薬
  - ジペプロール
  - セコバルビタール（アイオナール）
  - フェネチリン
  - フェンメトラジン
  - メクロカロン
  - メタカロン
  - メチルフェニデート（リタリン、コンサータ）
  - モダフィニル（モディオダール）
- 第二種向精神薬
  - アモバルビタール（イソミタール）
  - グルテチミド
  - シクロバルビタール
  - トレオ－2－アミノ－1－フェニルプロパン－1－オール
  - フルニトラゼパム（サイレース）
  - ブタルビタール
  - ブプレノルフィン（レペタン、ノルスパン）
  - ペンタゾシン（ソセゴン、ペンタジン、など）
  - ペントバルビタール（ラボナ、ネンブタール）
- 第三種向精神薬（第一種・第二種以外の向精神薬）- 日本で医薬品として流通していない物は省略[93]
  - アルプラゾラム（ソラナックス、コンスタン、など）
  - アロバルビタール
  - エスタゾラム（ユーロジン）
  - エチゾラム（デパス）
  - オキサゾラム（セレナール、ペルサール）
  - クアゼパム（ドラール）
  - クロキサゾラム（セパゾン）
  - クロチアゼパム（リーゼ、など）
  - クロナゼパム（リボトリール、ランドセン）
  - クロバザム（マイスタン）
  - クロラゼブ酸二カリウム（メンドン）
  - クロルジアゼポキシド（コントール、コンスーン、バランス）
  - ジアゼパム（セルシン、ホリゾン、ダイアップ、ソナコン、など）
  - ゾピクロン（アモバン）
  - ゾルピデム（マイスリー）
  - トリアゾラム（ハルシオン、など）
  - ニトラゼパム（ベンザリン、ネルボン、など）
  - ニメタゼパム（エリミン）
  - バルビタール
  - ハロキサゾラム（ソメリン）
  - フェナゼパム
  - フェノバルビタール（ワコビタール、など）
  - プラゼパム（セダプラン）
  - フルジアゼパム（エリスパン）
  - フルラゼパム（ダルメート、ベノジール）
  - ブロチゾラム（レンドルミン、など）
  - ブロマゼパム（レキソタン、セニラン）
  - ペモリン（ベタナミン）
  - マジンドール（サノレックス）
  - ミダゾラム（ドルミカム）
  - メタゼパム（レスミット、など）
  - ロフラゼプ酸エチル（メイラックス、など）
  - ロラゼパム（ワイパックス、など）
  - ロルメタゼパム（エバミール、ロラメット）

### アメリカ合衆国
アメリカ合衆国では、規制物質法 (Controlled Substances Act) により、スケジュールIからスケジュールVまでの5段階で規制される。
- スケジュールIは、ヘロインやデソモルヒネ、大麻のような、乱用と危険性を示し、医療利用の可能性がない物質である。詳細はList of Schedule I drugsである。
- スケジュールIIは、コカインやアンフェタミン、メチルフェニデート、短期作用型のバルビツールのような、医療利用が示されるが、危険性の高い物質である。詳細はList of Schedule II drugsである。
- スケジュールIIIは、コデインやケタミン、マリノールのような危険性が少し弱い物質である。詳細はList of Schedule III drugsである。
- スケジュールIVには、ベンゾジアゼピンやゾルピデムなどが入る。詳細はList of Schedule IV drugsである。
- スケジュールVは、鎮咳剤など限定的な危険性を示す物質である。詳細はList of Schedule V drugsである。

フルニトラゼパム（アメリカにおける通称ロヒプノール）には、前向性健忘の可能性があるため、医療用として未承認のまま、1984年11月5日にスケジュールIVに位置付けられ、1996年3月には、科学的また医学的な評価を行いそのままにされている。つまり薬物規制下にあるが、医療用に認可されていないので、用いることができない。
連邦アナログ法（英語: Federal Analog Act）が、デザイナードラッグを規制している。

### イギリス
イギリスでは、1971年薬物乱用法 (Misuse of Drugs Act 1971) によって、A、BおよびCのクラスに分類され規制されている。詳細は、en:Drugs controlled by the UK Misuse of Drugs Actである。
乱用の潜在性によって、ヘロインのようなクラスA、アンフェタミンのようなクラスB、一般的な精神科の処方薬を含むクラスCに分けられる。